# 地久子川
地久子川（じくしがわ）は、富山県高岡市を流れる小矢部川水系の河川。

## 地理
富山県高岡市の市街地を流れ、庄川に合流する1級河川である。延長は2.7㎞。農業用水を水源としている。

## 治水
1985年の溢水の被害により、中流の高岡市石瀬において庄川に水を流す「地久子川樋門」が建設された。「地久子川樋門」は1986年から建設が始まり、1988年に完成した。
2008年から2009年にかけても、流路変更や護岸工事などが行われた。